# 儋白高速公路
儋白高速公路，全名儋州-白沙高速公路，又名白沙快速出口路，海南省高速编号为S11。是海南省的一条高速公路，全长35公里，起点位于 万洋高速儋州枢纽，经白沙县，到达终点牙叉互通，连接 361国道和白沙县城。此高速为海南省在2020年全面小康之前实现“县县通高速”目标的重点工程之一，也是完善海南省“田”字形高速公路路网结构的关键工程之一。
儋白高速公路已于2017年12月15日随山海高速公路一起开工，于2020年12月29日通车，通车后从儋州到白沙的车程从一小时缩短到20分钟。
随着儋白高速公路通车、山海高速公路保亭-海棠湾段主线通车，海南实现“县县通高速”。

## 互通立交枢纽
| 地区                                                                                         | 里程 | 类型                                       | 名称 | 连接              | 说明 |
| -------------------------------------------------------------------------------------------- | ---- | ------------------------------------------ | ---- | ----------------- | ---- |
| 儋州市                                                                                       |      | 枢纽 · 出入口                              | 儋州 | 万洋高速 儋州市区 |      |
| 儋州市                                                                                       |      | 出入口                                     | 西培 | 315省道           |      |
| 白沙黎族自治县                                                                               |      | 出入口 · 停车场 · 加油设施 · 修车站 · 餐厅 | 阜龙 | 315省道           |      |
| 白沙黎族自治县                                                                               |      | 出入口                                     | 牙叉 | 361国道           |      |
| 1.000 英里 = 1.609 千米；1.000 千米 = 0.621 英里 并行路段 • 已关闭／取消 • 限制进入 • 未开放 |      |                                            |      |                   |      |